# 丁元復
丁元復（1525年11月29日—1609年8月2日），字見心（一字仲心），號玉阳，直隸蘇州府長洲縣人，民籍，明朝政治人物。

## 生平
嘉靖四十年（1561年）辛酉科應天府鄉試第一百十名。隆慶五年（1571年）登辛未科三甲第一百一十二名進士。都察院觀政，起家信阳令，萬曆三年（1575年）七月召拜南台山西道御史，四年八月实授，十月巡视南京京营，以忤权贵，六年八月出为四川僉事，十年三月改补福建佥事，万历十一年四月升浙江右參議，十三年患病致仕歸。二十九年苏州织工民变，丁府被烧毁。家居二十年，年八十五卒。

## 家族
曾祖丁昊，訓導；祖父味泉公丁沂；父方池公丁世熙，母朱氏。
長子丁文起（1556年—1594年），字鳳徵，號鳴臺。